# 措法尔
措法尔（希伯來語：צוֹפָר）是以色列南部区的一个莫沙夫，其名与圣经人物左法尔有关。左法尔是约伯的三个朋友之一，以色列南部区还有两个地名以约伯的另外两个朋友为名。